# قرار مجلس الأمن التابع للأمم المتحدة رقم 1305
قرار مجلس الأمن التابع للأمم المتحدة رقم 1305 الذي اعتمد في 21 يونيو 2000 ، بعد الإشارة إلى القرارات 1031 (1995) و 1088 (1995) و 1103 (1997) و 1107 (1997) و 1144 (1997) و 1168 (1998) و 1174 (1998) و 1134 (1999) ، مدد المجلس ولاية بعثة الأمم المتحدة في البوسنة والهرسك لفترة تنتهي في 19 يونيو 2001 وسمح للدول المشاركة في قوة تحقيق الاستقرار بقيادة حلف شمال الأطلسي بمواصلة ذلك لمدة اثني عشر شهرا أخرى.[
وشدد مجلس الأمن على أهمية اتفاق دايتون (الاتفاق الإطاري العام) والأهمية التي يتعين على كرواتيا وجمهورية يوغوسلافيا الاتحادية (صربيا والجبل الأسود) وغيرها من الدول أن تضطلع بها في عملية السلام في البوسنة والهرسك. ولا تزال الحالة تشكل تهديدا للسلام والأمن، والمجلس عازم على التشجيع على التوصل إلى حل سلمي للنزاع.
وإذ يتصرف بموجب الفصل السابع من ميثاق الأمم المتحدة، ذكر المجلس السلطات في البوسنة والهرسك وغيرها من الجهات بمسؤوليتها عن تنفيذ اتفاق دايتون. وأكد على الدور الذي يضطلع به الممثل السامي للبوسنة والهرسك في رصد تنفيذه. وتعلق أيضا أهمية على التعاون مع المحكمة الجنائية الدولية ليوغوسلافيا السابقة.
وأثنى مجلس الأمن على البلدان المشاركة في قوة تحقيق الاستقرار لمواصلة عملياتها لفترة إضافية مدتها اثنا عشر شهرا ؛ وسيتم تمديدها إلى ما بعد هذا التاريخ إذا اقتضت الحالة ذلك في البلد. وسمحت أيضا باستخدام التدابير اللازمة، بما في ذلك استخدام القوة والدفاع عن النفس، لضمان الامتثال للاتفاقات وسلامة أفراد قوة الاستقرار وحرية تنقلهم. وفي الوقت نفسه، مددت ولاية بعثة الأمم المتحدة في البوسنة والهرسك، التي تشمل فرقة العمل المعنية بالشرطة الدولية، حتى 21 يونيو 2001. وحثت البلدان على توفير التدريب والمعدات والدعم لقوات الشرطة المحلية في البوسنة والهرسك.
وامتنعت روسيا عن التصويت على القرار 1305 ، الذي وافق عليه الأعضاء الأربعة عشر الآخرون في المجلس. وقد شعر الممثل الروسي بأن التعديلات لم تدرج في القرار، واعترض على المشاركة في مؤتمر تنفيذ السلام المعقود في بروكسل حيث إن جمهورية يوغوسلافيا الاتحادية، وهي إحدى الدول الموقعة على اتفاق دايتون، لم توجه لها الدعوة.

## وصلات خارجية
- Text of the Resolution at undocs.org